# اسکار گورک
اسکار گورک (انگلیسی: Oscar Goerke; ۱۰ ژانویهٔ ۱۸۸۳ – ۱۲ دسامبر ۱۹۳۴) دوچرخه‌سوار پیست اهل ایالات متحده آمریکا بود.
از افتخارات وی میتوان به کسب مدال نقره دوچرخه‌سواری ۲ مایل در بازی‌های المپیک تابستانی ۱۹۰۴ اشاره کرد.